# Naturschutzgebiet Pape

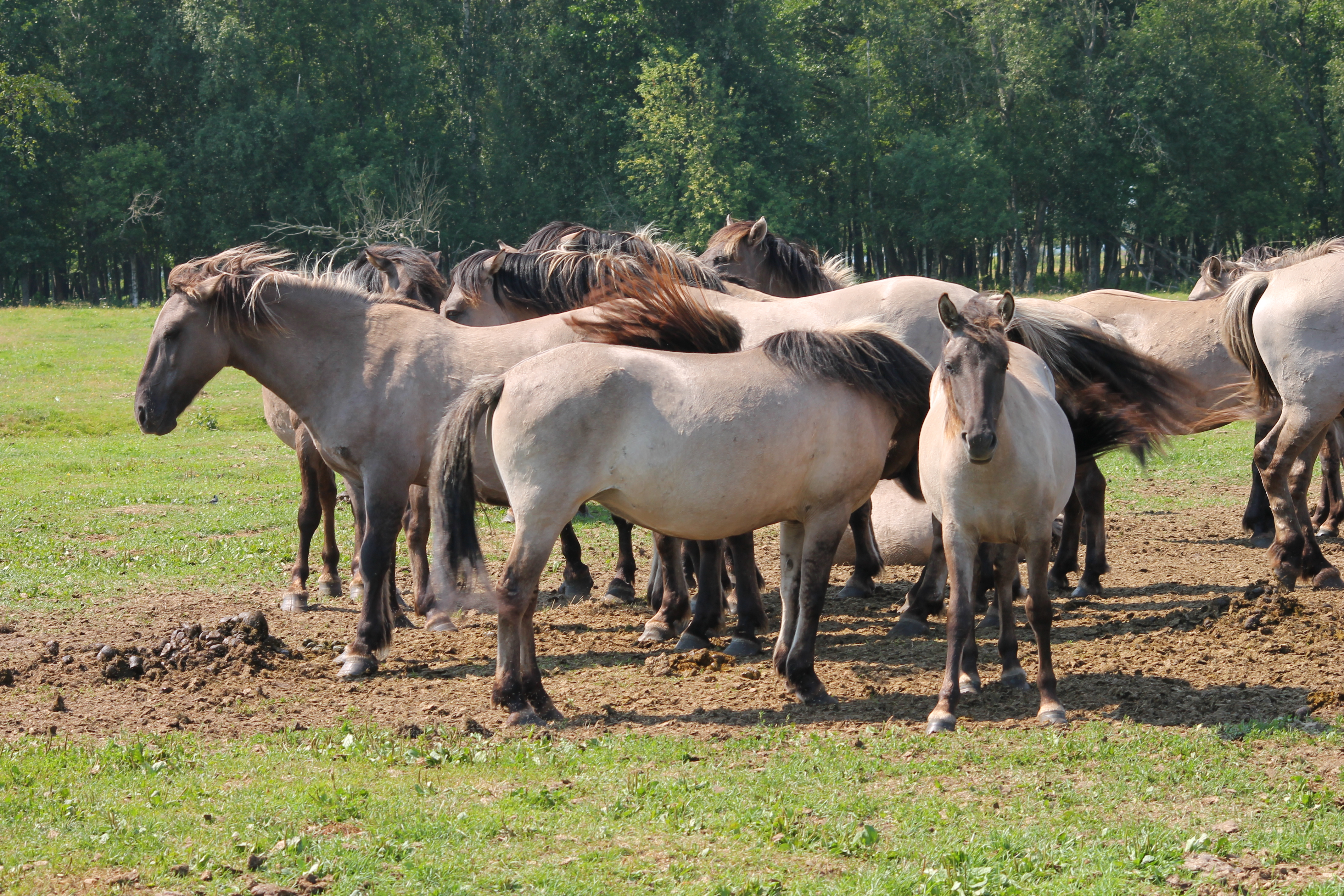
Koniks im Schutzgebiet

Das Naturschutzgebiet Pape liegt in Lettland, etwa 15 km südlich von Liepāja. Es umfasst eine Fläche von 57 Quadratkilometern. Der sumpfige Pape-See, der das Gebiet dominiert, ist von Dünen, Mooren und Bruchwäldern umgeben. Es gibt ein Informationszentrum für Besucher.

## Flora
Die Landschaft ist von Feuchtgebieten und Wäldern beherrscht. Die Wälder bestehen vorwiegend aus feuchten Birken- und Erlen-Bruchwäldern. Auf höheren Standorten findet man Fichten und Kiefernbestände. An der Küste liegen Sandstrände mit Wanderdünen.

## Fauna
Der Pape-See stellt ein wichtiges Gebiet für Zugvögel dar. Etwa 50.000 der gefiederten Gäste stellen sich jeden Herbst ein. Sie nutzen die Feuchtgebiete als Zwischenstopp auf ihren Wanderungen.
Mit Hilfe des WWF wurden auch Heckrinder, Wildpferde und Wisente im Naturschutzgebiet angesiedelt. Die Heckrinder sind Abbildzüchtungen des ausgestorbenen Auerochsen und sollen ihn ökologisch ersetzen. In ähnlicher Weise stellen die Konik-Pferde einen Ersatz für den ausgestorbenen Tarpan, das europäische Wildpferd dar. Wisente waren in Lettland ebenfalls ausgerottet.
Die Heckrinder und Wildpferde wurden im Jahr 1999 angesiedelt. Die Wisente einige Jahre später. Im Jahr 2007 hatten sich die Pferde auf über 100 Tiere, die Heckrinder auf über 80 Tiere vermehrt. Die Wisente zählten zu diesem Zeitpunkt noch weniger als 20 und vermehrten sich langsam. Bereits vor der Ansiedlung der drei großen Herbivoren lebten im Gebiet um den See Elche, Rehe, Rothirsche, Wildschweine, Biber, Wölfe,  Fischotter und Luchse. Damit beherbergt das Reservat heute eine nahezu vollständige holozäne Großtierfauna. Zudem kommen Marderhunde als Neozoen vor.